# Ferula gabrielii
Espèce
Ferula gabrielii est une espèce de plantes à fleurs de la famille des Apiaceae et du genre Ferula, endémique d'Iran,.

## Description
Comme toutes les Férules, c'est une plante herbacée à fleurs jaunes disposées en ombelles.

## Taxonomie
L'espèce est décrite par Karl Heinz Rechinger en 1987, qui la classe dans le genre Ferula sous le nom binominal Ferula gabrielii,.